# محوى البهلول (الحديدة)

تعديل مصدري - تعديل

محوى البهلول هي إحدى قرى مديرية الجراحي، التابعة لمحافظة الحديدة اليمنية، بلغ تعداد سكانها 1492 نسمة حسب الإحصاء الذي أجري عام 2004.